# Рио-Гранде (река, Ямайка)
Рио-Гранде (исп. Rio Grande) — река в округе Портленд на востоке Ямайки. Впадает в Карибское море на северном берегу острова.

## География и название
Рио-Гранде начинается на востоке Ямайки на стыке гор Джона Кроу и Блу-Маунтинс на границе округов Портленд и Сент-Томас. Протекает по округу Портленд в целом на северо-запад вдоль юго-западных склонов хребта Джона Кроу и впадает в Карибское море к западу от Порт-Антонио.
Названа испанцами, прибывшими на остров в XV—XVI веках. Одна из наиболее крупных рек Ямайки, название Рио-Гранде означает на испанском «Большая река». Одна из туристических достопримечательностей Портленда, используется для рафтинга.

## История
Во время расцвета производства бананов на Ямайке Рио-Гранде использовалась для транспортировки на бамбуковых плотах бананов из центра острова к побережью для экспорта.